# Vittorio Vidali

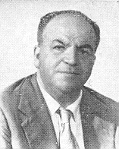
Vittorio Vidali

Vittorio Vidali (* 27. September 1900 in Muggia; † 9. November 1983 in Triest) war ein italienischer Politiker, überzeugter Stalinist und GPU-Agent.
Vittorio Vidali (der u. a. auch den Namen Carlos Contreras nutzte) war zu Beginn des Spanischen Bürgerkrieges maßgeblich an der Formierung des Fünften Regimentes mit Enrique Castro Delgado in Madrid beteiligt. Von dem Historiker Hugh Thomas wird er als brutal, tüchtig und einfallsreich beschrieben. Er sei dadurch bekannt geworden, dass er Feiglinge erschießen ließ. Unter seiner Anleitung entwickelten sich die Kommunisten Enrique Lister und Juan Modesto zu militärischen Talenten.
Vittorio Vidali war Mitglied des Militärrates, der aus dem Organisationskomitee zur Aufstellung der Internationalen Brigaden hervorging. Der Militärrat wurde am 26. Oktober 1936 in Albacete, dem Hauptquartier der Internationalen Brigaden, gegründet. Angehörige des Militärrates waren neben Vittorio Vidali, Vital Gaymann (Vidal) und Karol Świerczewski (General Walter). Dolmetscherin des Rates war Constancia de la Mora.
Er ist dafür bekannt, in Zusammenarbeit mit dem GPU-Agenten Josef Romualdowitsch Grigulewitsch, an der Ermordung von Anti-Stalinisten teilgenommen zu haben. Er war  an Mordanschlägen auf Julio Antonio Mella (1929), Leo Trotzki (1940), Carlo Tresca (1943) und weiteren Gegnern Stalins beteiligt. Zudem war er wahrscheinlich auch an der Ermordung  von Andreu Nin, dem Parteiführer der POUM, beteiligt. Aufgrund dieser Ergebnisse wurde Vidali während des Spanischen Bürgerkrieges gefürchtet.
Von 1958 bis 1963 vertrat er die PCI in der Camera dei deputati. Anschließend war er bis 1968 Mitglied des Senato della Repubblica.